# Evangelische Kirche (Leichlingen)

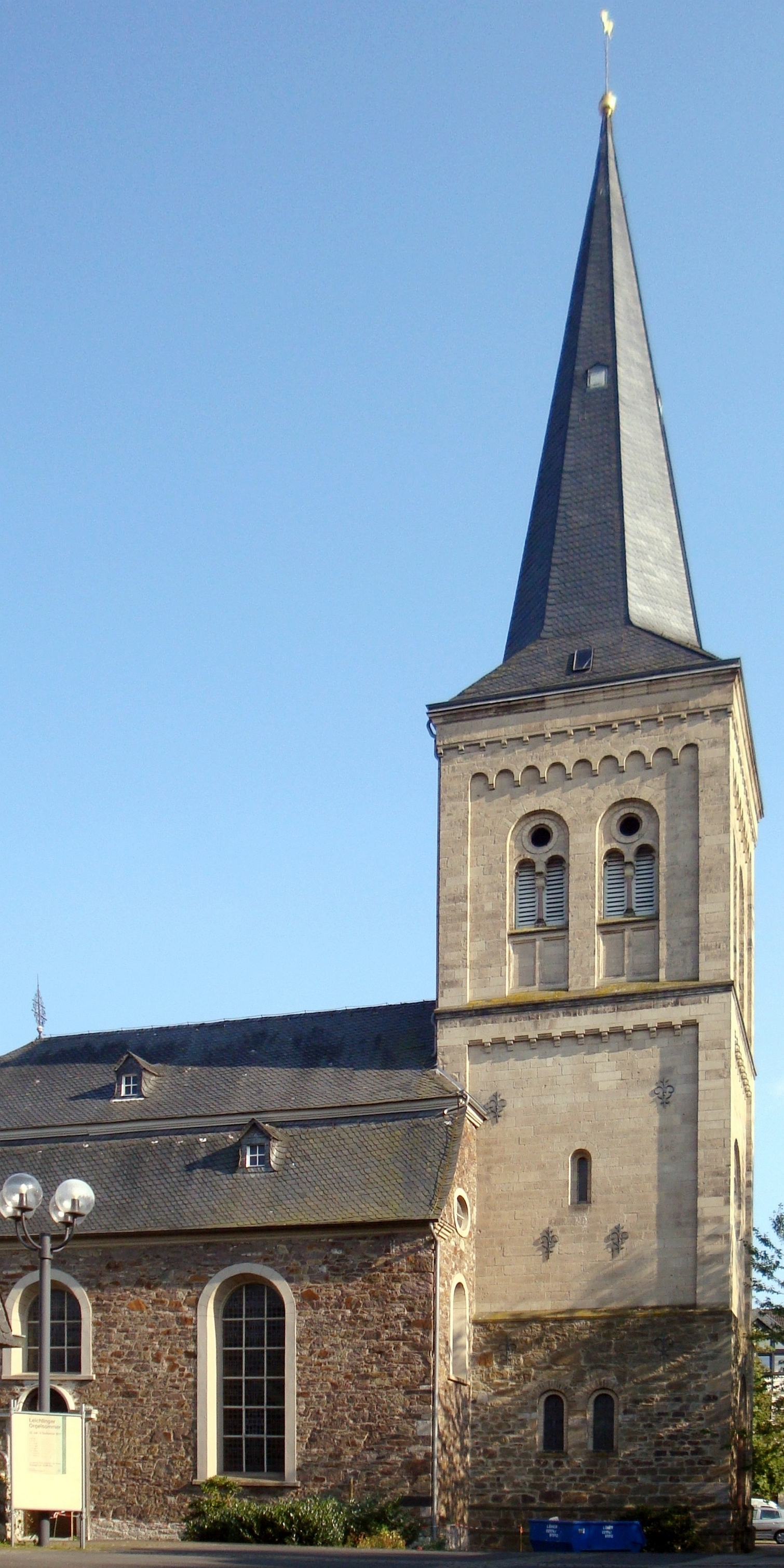
Evangelische Kirche Leichlingen

Die Evangelische Kirche ist eine Barockkirche in der nordrhein-westfälischen Stadt Leichlingen (Rheinland) im Rheinisch-Bergischen Kreis. Die Kirchengemeinde gehört zum Kirchenkreis Leverkusen der Evangelischen Kirche im Rheinland.

## Geschichte
Bereits in den Jahren 1019, 1074 und 1147 wurde eine Kirche in Leichlingen urkundlich erwähnt. Erzbischof Heribert von Köln schenkte sie 1019 der von ihm gegründeten Abtei Deutz. Im 13. Jahrhundert wurde sie zu einer dreischiffigen romanischen Basilika ausgebaut und im Jahre 1300 im Liber valoris als Pfarrkirche aufgeführt.
In der zweiten Hälfte des 16. Jahrhunderts (endgültig 1593) ging die Mehrheit der Gemeinde zur Reformation über, nicht gefördert, aber geduldet durch Herzog Wilhelm von Jülich-Kleve-Berg. Im 17. Jahrhundert war der Besitzanspruch der Protestanten auf Kirche und Pfarrhaus lange umstritten, bis die Gemeinde 1672 im Religionsvergleich von Cölln an der Spree ausdrücklich anerkannt wurde.
1753 wurde die alte Kirche abgerissen. Am 29. Juni 1753 erfolgte die Grundsteinlegung für einen Kirchenneubau. Von 1753 bis 1756 wurde die neue barocke Pfarrkirche als Saalbau mit einem Bruchsteinmauerwerk auf den Fundamenten ihrer Vorgängerkirchen errichtet und 1756 eingeweiht. Der kleine Glockenturm mit spitzer Haube wurde 1786 erneuert: Die Turmmauer wurde um etwa drei Meter erhöht und mit einem barocken Zwiebelturmhelm versehen.
Wegen eines Blitzeinschlags 1843, der den Kirchturm stark beschädigte, wurde Mitte 1876 mit dessen Wiederaufbau begonnen. 1877 wurde der dreistöckige neuromanische Turm in seiner heutigen Form vollendet, 1995 wurde er umfassend restauriert. Er beherbergt die „St.-Heriberts-Glocke“ von 1552.
Im Zuge einer 2015 durchgeführten Sanierungsmaßnahme wurden unter anderem einige schadhafte Eckquader sowie Tuffsteine im Mauerwerk ersetzt.

## Architektur

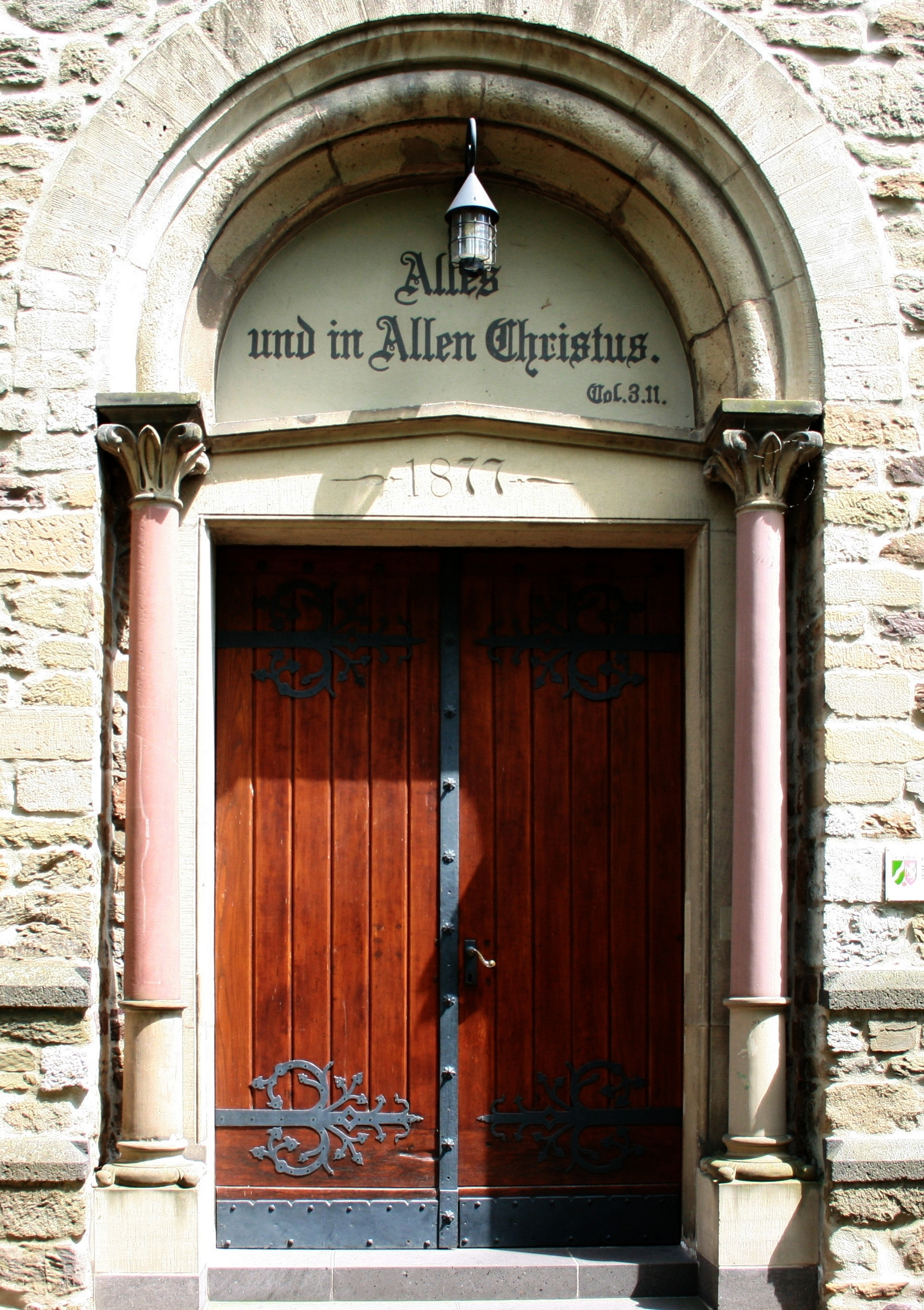
Hauptportal

Auf jeder Langseite sind drei große Rundbogenfenster eingelassen. Ein kleiner Chor mit abgeschrägten Kanten erstreckt sich nach Osten. In einem halbrunden Bogen über dem von zwei Säulen begrenzten Portal von 1877 ist die Inschrift Alle und in Allen Christus. eingemeißelt.

## Innenausstattung
Die Innenausstattung der Kirche ist weitgehend original erhalten. Von 1760 stammen die Orgelbühne und die von Peter Hollweg aus Solingen geschnitzte Kanzel.
Die Ausmalung der Decke ist ein Fries in Al-fresco-Malerei, in dem unter anderem ein von Engeln getragener Schild mit den Zehn Geboten zu sehen ist. Die aus Eichenholz bestehenden Säulen sind mit Marmor dekoriert und schließen mit reich verzierten farbigen und vergoldeten Kapitellen ab.

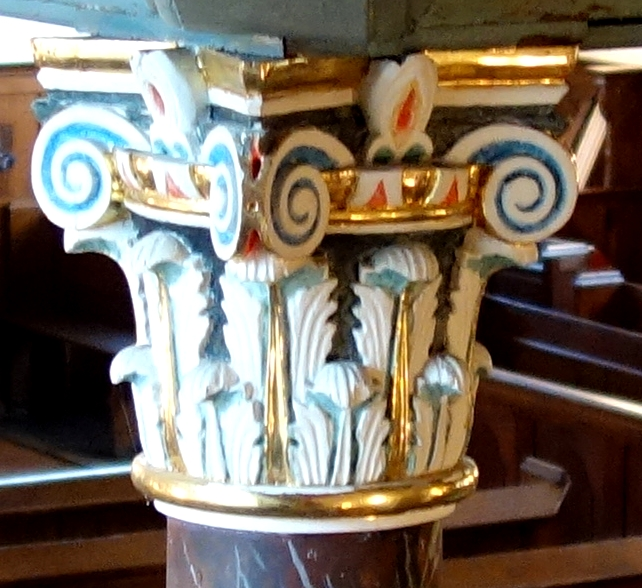
Säulenkapitell
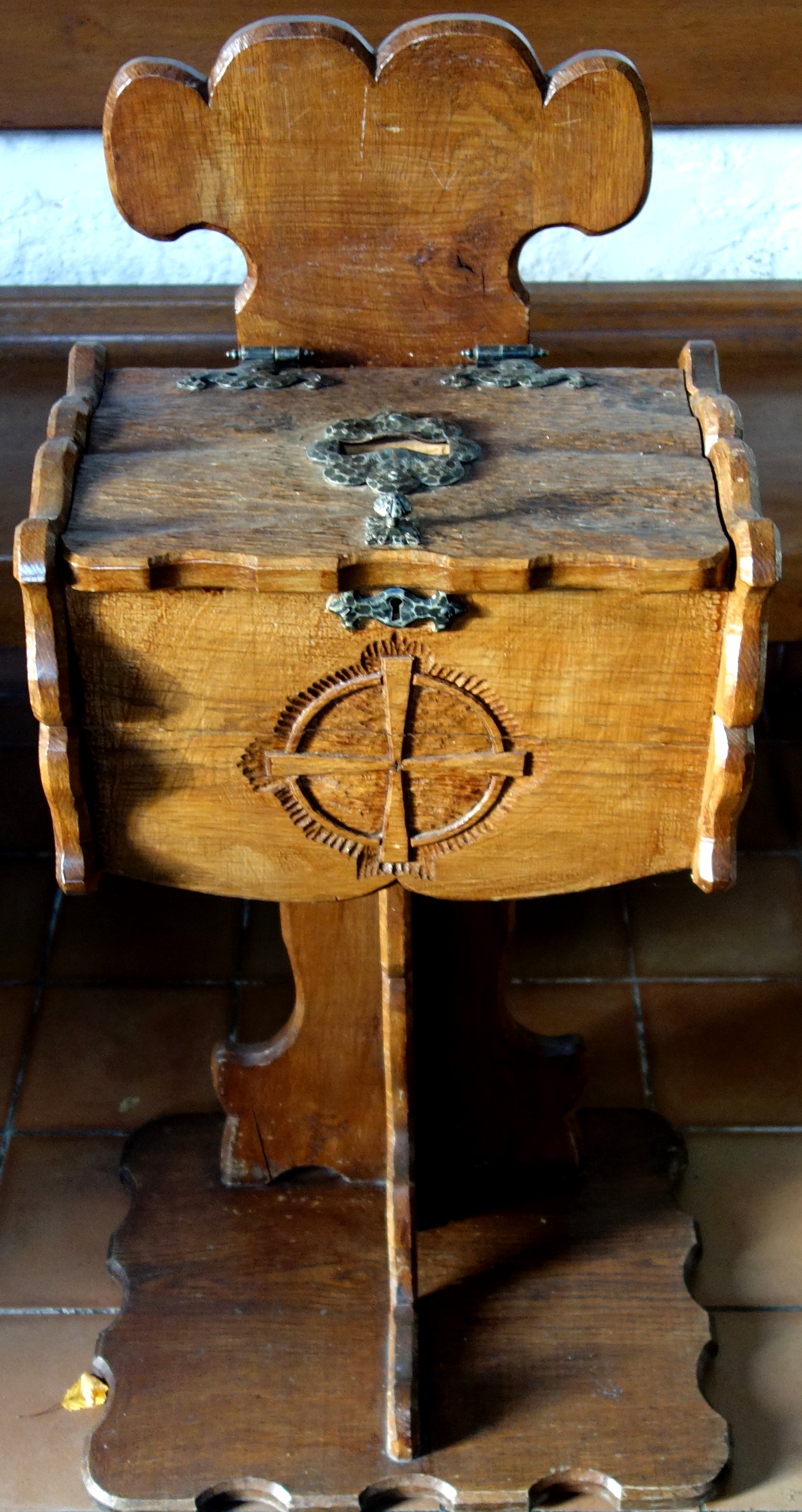
Opferstock

## Orgeln
Eine erste Orgel ist spätestens ab dem 27. März 1689 nachweisbar.
Mit dem Neubau der Kirche im 18. Jahrhundert wurde diese Orgel entfernt und bis zur geplanten Reinstallation bei dem Orgelbaumeister Wilhelm Kühnen in Rheydt verwahrt. Dort kam sie allerdings abhanden.
1762 erhielt die Gemeinde eine neue Orgel vom Orgelbauer Martin Boos aus Imbach. Dieses Instrument wurde 1850 einer Generalreparatur unterzogen. Im Revisionsprotokoll vom 17. Januar 1853 wird u. a. ausgeführt, dass die Orgel eine seltene Lieblichkeit besitzt und sich durch einen vollen und runden Ton auszeichne. Bis kurz nach dem Ersten Weltkrieg stand diese Orgel über der Kanzel, obgleich die Zinnpfeifen als Altmaterial im Krieg abgeliefert werden mussten.
Mit dem Orgelbaumeister Ernst Seifert aus Köln wurde 1894 ein Vertrag für eine neue Orgel geschlossen. Diese hatte ihren Platz allerdings auf der Chortribüne.
Mit dem Beschluss einer Sanierung des Kircheninnern am 10. Dezember 1954 ging auch der Bau einer neuen Orgel einher, die Seifert-Orgel wies zahlreiche Mängel auf. Ernst Weyland aus Opladen wurde mit dem Projekt betraut. Bis auf das Pfeifenwerk konnten viele Teile des Vorgängerinstrumentes beim Bau der neuen Orgel wiederverwendet werden.
Mit der Sanierung wurde auch eine Warmluftheizung in der Kirche installiert, welche durch die neben dem Altar – also unter der Orgel – liegende Austrittsöffnung einen schnellen Verschleiß der Holz- und Lederteile in der Orgel verursachte.
So wurde am 27. Oktober 1977 beschlossen, die Berliner Firma Schuke mit dem Bau der heutigen Orgel nach dem Vorbild der barocken Vorgängerin zu beauftragen. Diese Orgel wurde bereits Ende des Jahres 1979 fertiggestellt. Aufgrund der Begeisterung über die Qualität der Orgel, wurde der Bau der Chororgel ebenfalls an die Firma Schuke gegeben. Diese wurde 1983 auf der gegenüberliegenden Seite der Kirche eingebaut.  Durch diese Position dient sie sowohl als Chororgel als auch als Fernwerk für die Hauptorgel (siehe Bilder).
Die Orgel hat 30 Register zzgl. drei Transmissionen auf drei Manualen und Pedal. Der Spieltisch befindet sich an der Nordseite der Hauptorgel, von diesem ist auch die Chororgel/das Fernwerk über das dritte Manual bespielbar. Die Chororgel besitzt einen eigenen Spieltisch mit elektrischen Register- und Spieltrakturen, von dem allerdings auch nur diese anspielbar ist. Die Trakturen am Spieltisch der Hauptorgel sind, mit Ausnahme derer des dritten Manuals, mechanisch.
| I Hauptwerk C–g3 |                    |       |
| 1.               | Bordun             | 16′   |
| 2.               | Principal          | 8′    |
| 3.               | Flute harm.        | 8′    |
| 4.               | Oktave             | 4′    |
| 5.               | Rohrflöte          | 4′    |
| 6.               | Quinte             | 2 ⁄3′ |
| 7.               | Oktave             | 2′    |
| 8.               | Cornet 3f. (ab a3) |       |
| 9.               | Mixtur IV          |       |
| 10.              | Trompete           | 8′    |

| II Schwellwerk C–g3 |                   |       |
| 11.                 | Rohrgedackt       | 8′    |
| 12.                 | Gambe             | 8′    |
| 13.                 | Schwebung (ab c3) | 8′    |
| 14.                 | Principal         | 4′    |
| 15.                 | Flute douce       | 4′    |
| 16.                 | Traversflöte      | 2′    |
| 17.                 | Quinte            | 1 ⁄3′ |
| 17.                 | Scharff IV        |       |
| 18.                 | Cromorne          | 16′   |
| 19.                 | Oboe              | 8′    |
|                     | Tremulant         |       |

| III Fernwerk C–g3 |                  |    |
| 19.               | Gedackt          | 8′ |
| 20.               | Salicional       | 8′ |
| 21.               | Principal        | 4′ |
| 22.               | Spitzgedackt     | 4′ |
| 23.               | Flachflöte       | 2′ |
| 24.               | Sesquialtera 2f. |    |
| 25.               | Sifflöte         | 1′ |
|                   | Tremulant        |    |

| Pedal C–fis1 |                     |     |
| 26.          | Subbaß              | 16′ |
|              | Principal (= Nr. 2) | 8′  |
| 27.          | Offenflöte          | 8′  |
| 28.          | Choralbaß           | 4′  |
|              | Rohrflöte (= Nr. 5) | 4   |
| 29.          | Posaune             | 16′ |
|              | Trompete (= Nr. 10) | 8′  |
| 30.          | Clairon             | 4′  |

- Koppeln:
  - Normalkoppeln: III/I, II/I; II/P, I/P
- Spielhilfen: Setzeranlage, Schwelltritt, Koppeltritte

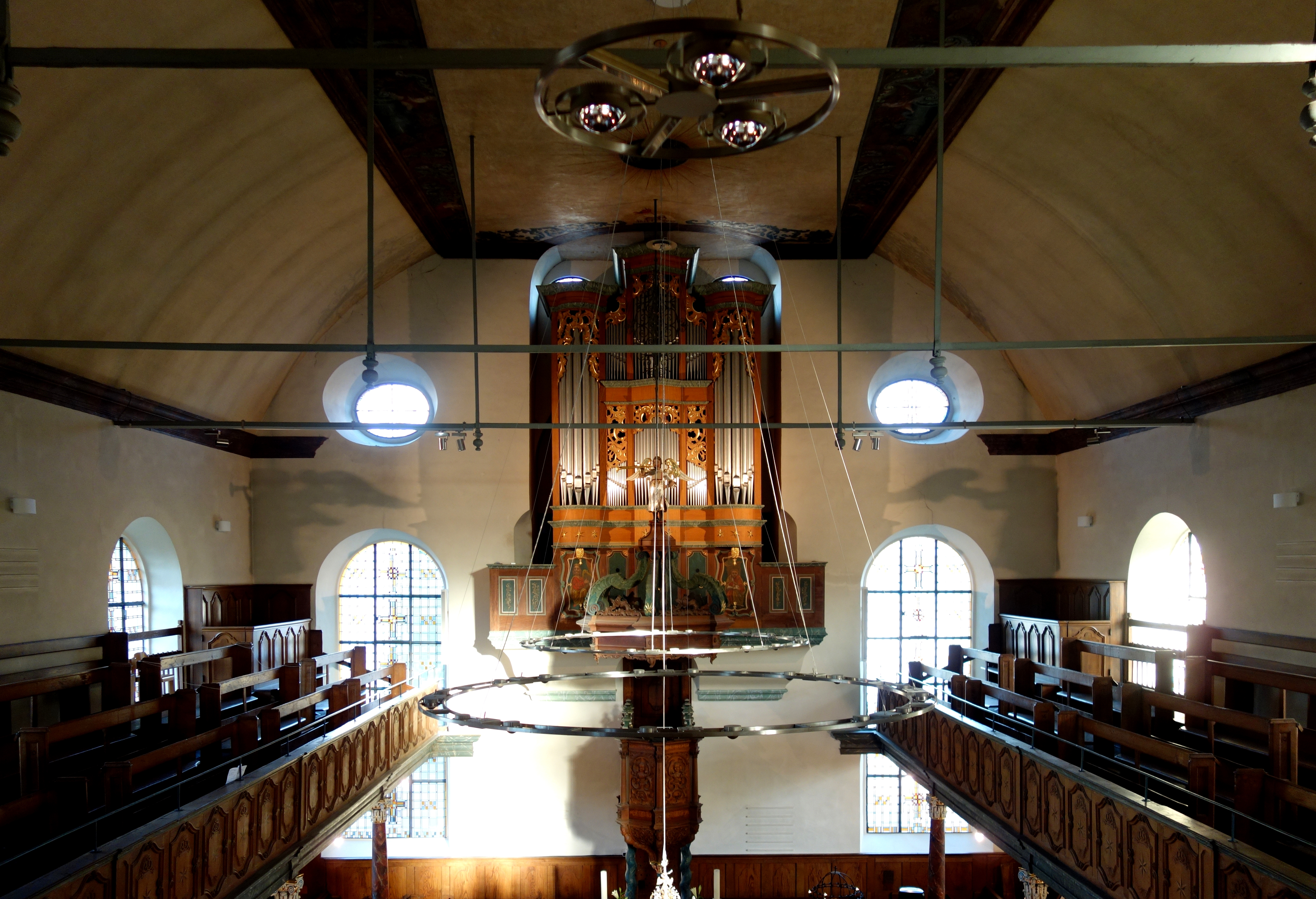
Blick von der Chororgel auf die Hauptorgel
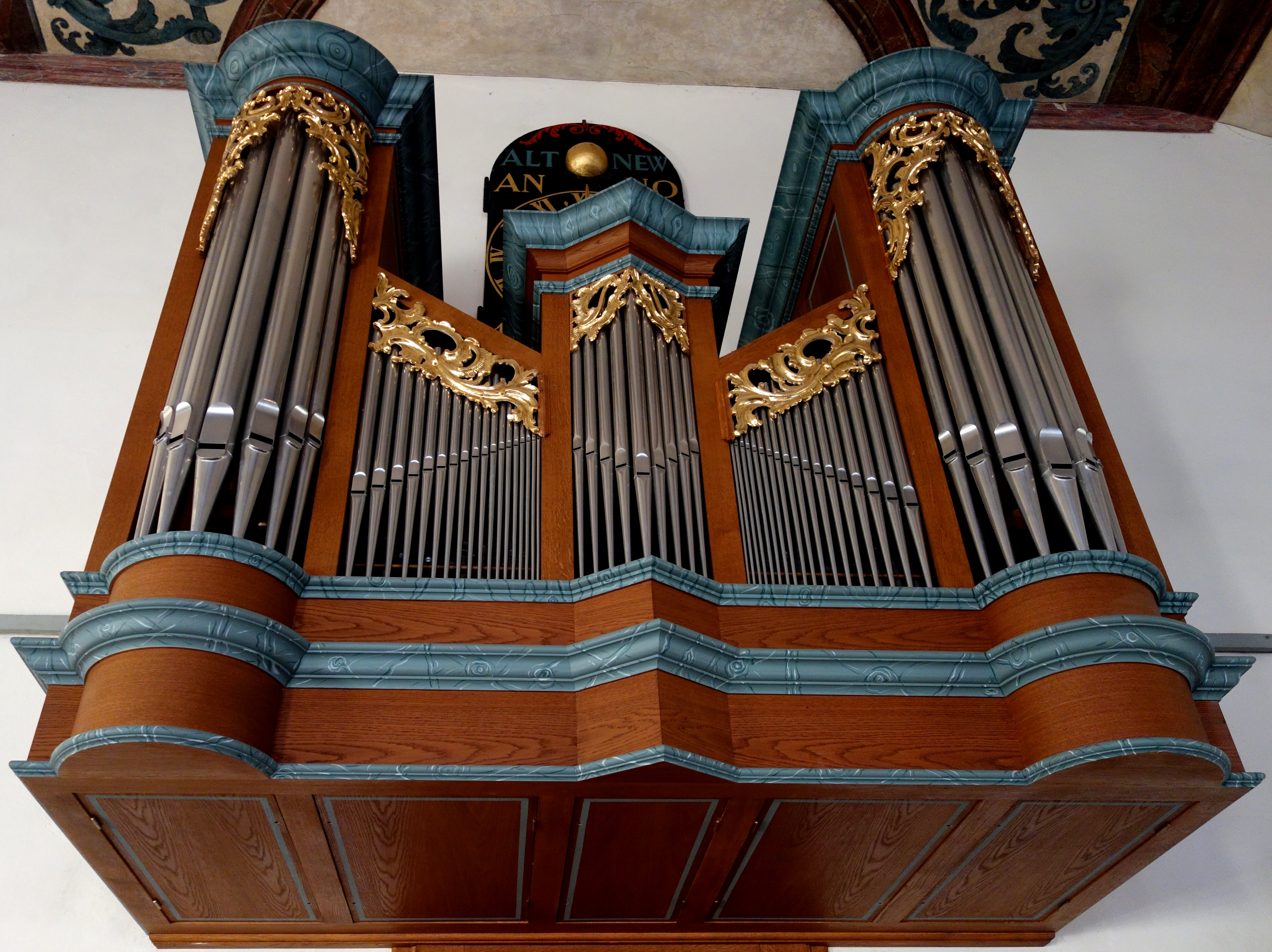
Chororgel/Fernwerk

## Denkmalschutz
Die Evangelische Kirche Leichlingen ist unter der Nummer 26 in der Liste der Baudenkmäler in Leichlingen (Rheinland) verzeichnet.